# Geschiedenis van de Joden in Zwitserland

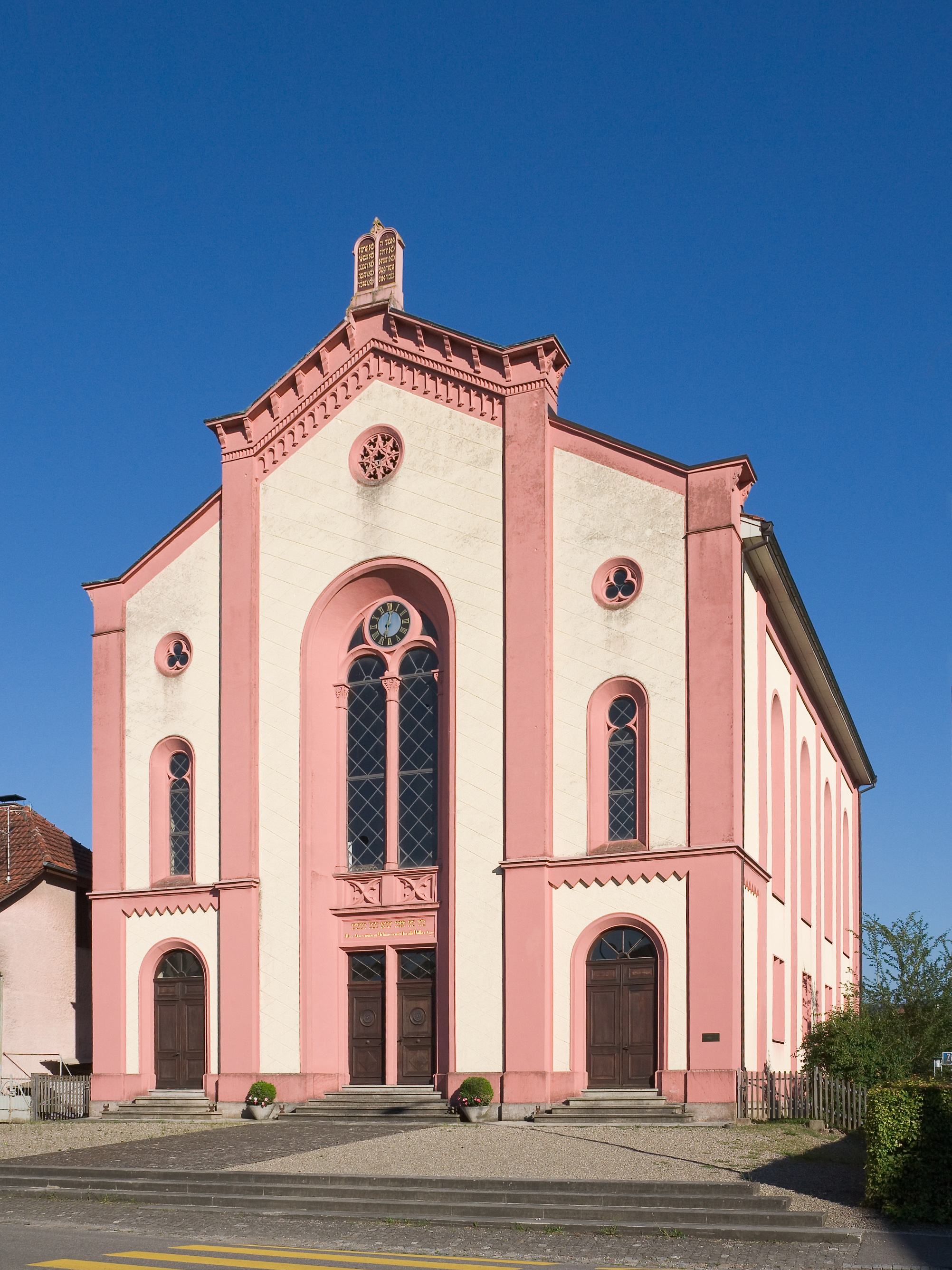
De synagoge van Lengnau.

De Zwitserse Joden hebben een lange en gevarieerde geschiedenis. Volgens de census van 2000 wonen er ongeveer 18000 Joden in Zwitserland.

## Geschiedenis

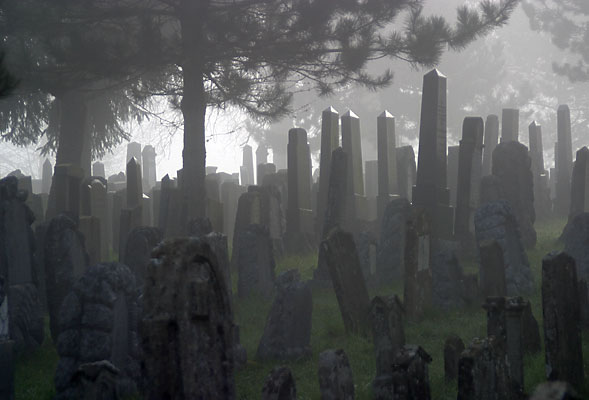
Een Joods kerkhof in Endingen.

De eerste Joden zouden zich in het gebied wat nu het huidige Zwitserland is gevestigd kunnen hebben ten tijde van het Romeinse Rijk, maar bewijzen hiervan ontbreken. De Encyclopaedia Judaica vermeldt een eerste schriftelijk bewijs uit 1214. In de middeleeuwen werden de Joden, zoals op vele plaatsen in Europa, vervolgd. In 1294 werden vele Joden uit de stad Bern geëxecuteerd en anderen verbannen onder het voorwendsel dat ze een christelijke jongen vermoord hadden.
Rond 1620 werden de Joden verbannen uit de Zwitserse steden. Vanaf 1776 mochten ze enkel maar in twee gemeentes van Zwitserland verblijven, Lengnau en Oberendingen. Aan het einde van de 18de eeuw vertegenwoordigden de 553 Joden uit deze steden bijna de volledige Joodse bevolking uit Zwitserland.
Het recht om zich vrij te verspreiden werd hun niet teruggegeven bij de Zwitserse grondwet van 1848 en ze kregen dit recht pas terug in 1874 toen de grondwet herzien werd.

## Taal
De Joden in Zwitserland spraken voornamelijk Jiddische dialecten. West-Jiddisch is een mengeling van Hoogduitse dialecten gemengd met Hebreeuwse en Aramese woorden en invloeden van Romaanse talen. Het onderscheidt zich van het Oost-Jiddisch omdat er minder Slavische leenwoorden zijn. In tegenstelling tot het Oost-Jiddisch, dat nog door Poolse en Amerikaanse Joden gesproken wordt, is het West-Jiddisch bijna uitgestorven. Momenteel zijn er enkel nog oudere Joden die het dialect spreken.

## Demografie
Volgens de census van 2010 bedroeg de Joodse bevolking 20991 (0,4% van de totale bevolking). Hoewel het aantal Joden stabiel is gebleven sinds de jaren 30, is het percentage t.o.v. de Zwitserse bevolking gedaald. Van de Zwitserse kantons hebben enkel Vaud, Bazel-Stad, Zürich en Genève een Joodse gemeenschap van boven de 1.000. Eén derde van de Zwitserse Joden woont in het kanton Zürich (6252 mensen).
| Jaar | Joodse bevolking | %   |
| ---- | ---------------- | --- |
| 1850 | 3.145            | 0,1 |
| 1860 | 4.216            | 0,2 |
| 1870 | 6.996            | 0,3 |
| 1880 | 7.373            | 0,3 |
| 1888 | 8.069            | 0,3 |
| 1900 | 12.264           | 0,4 |
| 1910 | 18.462           | 0,5 |
| 1920 | 20.979           | 0,5 |
| 1930 | 17.973           | 0,4 |
| 1941 | 19.429           | 0,4 |
| 1950 | 19.048           | 0,4 |
| 1960 | 19.984           | 0,4 |
| 1970 | 20.744           | 0,3 |
| 1980 | 18.330           | 0,3 |
| 1990 | 17.577           | 0,2 |
| 2000 | 17.914           | 0,2 |
| 2010 | 20.991           | 0,2 |